# Італо Де Дзан
Італо Де Дзан (італ. Italo De Zan, 1 липня 1925, Сан-Фйор, Італія — 9 березня 2020, Тревізо, Італія) — італійський велогонщик, переможець перегонів Мілан — Турин (1947).

## Життєпис
Професійну кар'єру розпочав 1946 року. Захищав кольори італійських велокоманд Olmo, Lygie-Pirelli, Atala-Pirelli, Stucchi та Vicini. Серед найбільших здобутків слід відзначити перемогу на велогонці Мілан — Турин (1947), перемогу на 10-му етапі перегонів Джиро д'Італія (1948), «бронзу» в гонці Джиро ді Ломбардія (1948) та численні перемоги в гонках дещо нижчого класу. Завершив кар'єру 1952 року.
Помер 9 березня 2020 року через ускладнення, викликані коронавірусом Covid-19.
Старший брат Італо Де Дзана — Доменіко — також був велогонщиком, однак досяг значно скромніших успіхів.